# Amber Chia
Amber Chia (caratteri cinesi: 谢丽萍; pinyin: Xiè Lìpíng; Perak, 14 dicembre 1981) è una modella, attrice, conduttrice televisiva e imprenditrice malaysiana di etnia cinese.
Ha fondato la propria azienda, Amber Creations, a metà del 2009 ed ha avviato una scuola per modelli professionisti, la Amber Chia Academy, ad agosto del 2010.

## Biografia
Chia è nata a Teluk Intan, Perak, in Malaysia, tuttavia all'età di otto anni è stata data in affidamento a causa delle difficoltà economiche della famiglia d'origine. A 12 anni, insieme alla famiglia affidataria, si è trasferita a Tawau, Sabah. All'età di 15 anni ha lasciato la scuola per lavorare in sostegno della famiglia, facendo lavori di vario genere, anche nello stesso momento. A 17 anni, ha lasciato la famiglia per trasferirsi nella capitale Kuala Lumpur e dare inizio alla propria carriera di modella, ottenendo la fama dopo aver vinto il primo premio nella competizione "Guess Watches Timeless Beauty International Model Search", nel 2004.

## Carriera
Dopo aver vinto la competizione di Guess Watches, Chia è diventata la prima modella asiatica a vincere simili competizioni per modelli a livello globale, oltre che la prima modella asiatica ad essere la faccia di una campagna mondiale per il marchio Guess Watches. Nel 2009, Victoria Beckham l'ha personalmente selezionata per presentare la collezione autunno/inverno pret-a-porter del suo marchio di moda alla settimana della moda di New York. Da allora, per tutta la durata della sua carriera di modella, Chia è stata sotto contratto con l'agenzia Red Model Management di New York.
Dopo 15 anni di carriera di successo nella moda, Chia è diventata imprenditrice aprendo una scuola per modelli professionisti, la Amber Chia Academy, a Kuala Lumpur nel 2010.
Come modella, Chia è comparsa in più di 300 copertine di riviste e sfilato in sei continenti, oltre ad essere stata ambasciatrice di 30 campagne di diversi marchi. Inoltre, ha anche recitato in lungometraggi e scritto due libri. Ad agosto del 2014, ha partecipato alla famosa Ice Bucket Challenge per la sensibilizzazione sulla sclerosi laterale amiotrofica.

## Filmografia
- The 3rd Generation - Film cinese, 2005
- Possessed - Film cinese, 2006
- Seeds of Darkness - Film cinese, 2006
- Trio on A Bed - Serie televisiva cinese, 2006
- Hantu Gangster - Film malese, 2012
- Tears of the Mom - Film cinese, 2012
- Golden Lifestyle - Talk show cinese, conduttrice, 2012
- Ops Kossa Dappa 3 - Film tamil, 2013
- My Mr.Right' - Film cinese, 2014
- Asia's Next Top Model- Giudice ospite, 2014

## Riconoscimenti
- Guess Watches Timeless Beauty – Vincitrice dell'International Model Search, 2004
- Malaysia International Fashion Alliance (MIFA) – Modella dell'anno, 2004/2005
- FHM Malaysia – 100 donne più sexy, 2005
- The Malaysia Book of Records – Prima modella ad essere eletta ambasciatrice per Guess Watches
- FHM Singapore – 100 donne più sexy, 2007
- The Brand Laureate Awards – Country Branding Award, 2011/2012
- McMillan Woods Global Awards – Artista Emergente dell'anno, 2012
- Malaysia Model Festival Awards (MMFA) – Modella dell'anno, 2012
- Malaysia Model Festival Awards (MMFA) – Muse Award, 2012
- Golden Phoenix Awards – The Entrepreneur Award, 2013

## Vita privata
Amber Chia ha sposato il suo manager Adrian Wong a marzo del 2010. La coppia ha avuto un figlio, Ashton Wong, nato a settembre del 2010.